# Astragalus saichanensis
Astragalus saichanensis là một loài thực vật có hoa trong họ Đậu. Loài này được Sanchir miêu tả khoa học đầu tiên.